# Jersey Village
Jersey Village es una ciudad ubicada en el condado de Harris en el estado estadounidense de Texas. En el Censo de 2010 tenía una población de 7.620 habitantes y una densidad poblacional de 862,53 personas por km².

## Geografía
Jersey Village se encuentra ubicada en las coordenadas 29°53′31″N 95°34′3″O / 29.89194, -95.56750. Según la Oficina del Censo de los Estados Unidos, Jersey Village tiene una superficie total de 8.83 km², de la cual 8.69 km² corresponden a tierra firme y (1.64%) 0.15 km² es agua.

## Demografía
Según el censo de 2010, había 7.620 personas residiendo en Jersey Village. La densidad de población era de 862,53 hab./km². De los 7.620 habitantes, Jersey Village estaba compuesto por el 76.29% blancos, el 8.28% eran afroamericanos, el 0.38% eran amerindios, el 8.7% eran asiáticos, el 0% eran isleños del Pacífico, el 4.2% eran de otras razas y el 2.15% pertenecían a dos o más razas. Del total de la población el 14.55% eran hispanos o latinos de cualquier raza.

## Gobierno
Jersey Village tiene una oficina regional del Departamento de Seguridad Pública de Texas.

## Educación

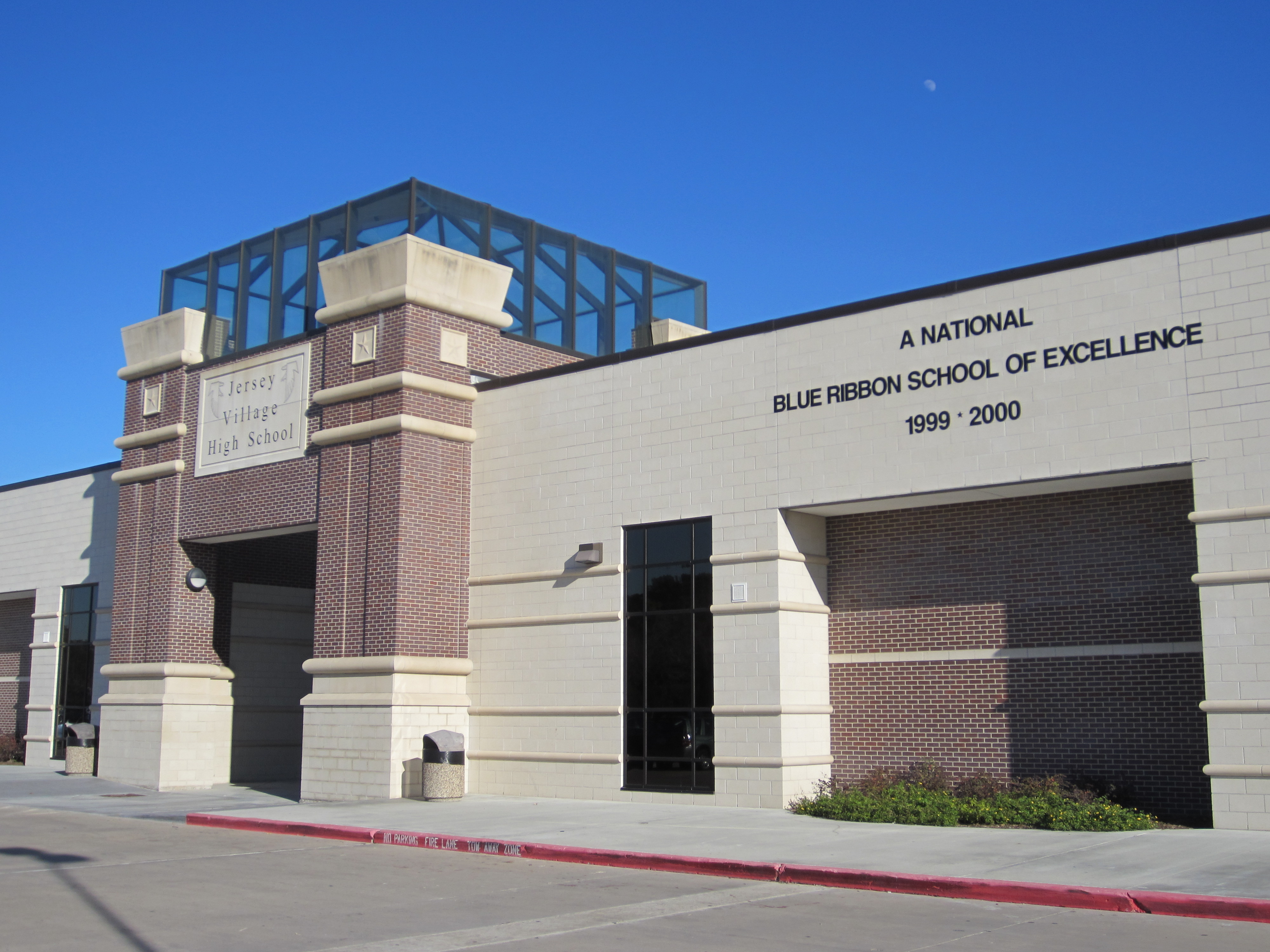
Escuela Preparatoria Jersey Village

El Distrito Escolar Independiente Cypress-Fairbanks gestiona escuelas públicas incluyendo la Escuela Preparatoria Jersey Village (Jersey Village High School).